# Le Droit Humain (België)
De Belgische federatie van het Internationale Orde der Gemengde Vrijmetselarij „Le Droit Humain“ (D.H.) is de Belgische afdeling van de Ordre Maçonnique Mixte International Le Droit Humain, een internationale gemengde obediëntie (koepelorganisatie van  vrijmetselaarsloges) die werkt in de drie symbolische basisgraden van leerling, gezel en meester en een hogere gradensysteem.

## Wezen

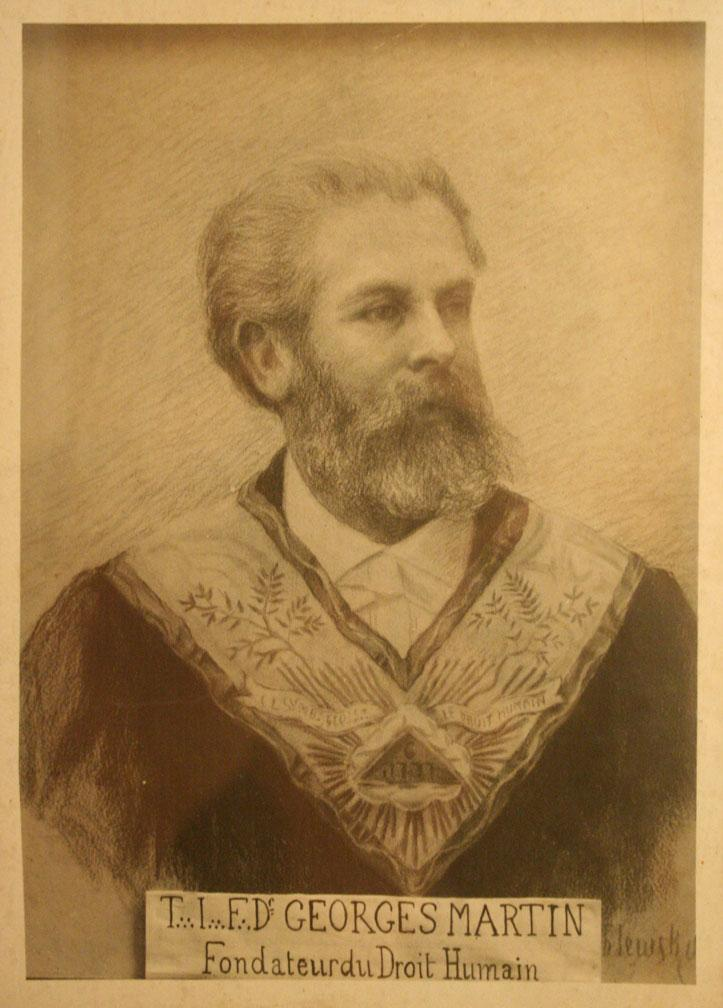
Georges Martin

De Belgische federatie van Le Droit Humain behoort tot de zogenaamde adogmatische of liberale strekking binnen de vrijmetselarij. Dat betekent dat zij niet werken vanuit een verplicht geloof in een opperwezen en de bijbel niet steeds in hun werkplaatsen aanwezig is. Ze stellen elk dogma of verplicht geloof in een geopenbaarde god af te wijzen. Het staat de leden vrij te geloven of niet. De grote meerderheid van de leden is atheïst of agnost. De gewetensvrijheid van de leden gaat voor hen boven alles. Deze loges staan een absolute scheiding van Kerk en Staat voor. Om die redenen noemt de "United Grand Loge of England" deze loges, die in België, Frankrijk, Spanje, Italië en Latijns-Amerika het overwicht binnen de vrijmetselarij vormen irregulier.
De waarden die hierbij centraal staan spruiten voort uit de Verlichting en het modernisme, namelijk: verdraagzaamheid, vrijheid, gelijkheid en broederlijkheid.
De loges van Le Droit Humain propageren een antiklerikale en vrijzinnige ideologie.
De meeste leden zijn agnost of atheïst en steunen uiteraard het vrijzinnige gedachtegoed en de vrijzinnige actie.

## Geschiedenis
Le Droit Humain werd opgericht in Frankrijk in 1893 door Georges Martin en Maria Deraismes.
Op 22 februari 1911 werd in België - met de steun van leden van Les Amis Philantrophes (nº 1) Bruxelles onder het Grootoosten van België in de tempel in de Peterseliestraat, in aanwezigheid van de grondlegger van de orde, Georges Martin, de eerste loge, nummer 45, van de Belgische federatie opgericht met als naam L'Egalité Bruxelles. De eerste vrouwelijke leden waren Isabelle Gatti de Gamond, Céline Dangotte, Jeanne Anspach en Annette Kochnitsky. Acht ingewijde vrouwen uit Frankrijk of Nederland sloten zich aan bij de eerste Belgische loge.
Verschillende leden van Les Amis Philantrophes werden dubbellid, waaronder Lucien Anspach, Ovide Decroly, Georges Tosquinet, Emile Vinck, Eugène Monseur, Charles Fièvez, Adolphe Puissant en Auguste Ley.
De strijd binnen het Belgische Grootoosten om vrouwelijke initiatie voor gelijkwaardig te erkennen zou geleid worden door Henri La Fontaine, die later ook dubbellid werd, en Alexis Sluys.
De Belgische federatie van Le Droit Humain bleef een kleine aangelegenheid tot en met de Eerste Wereldoorlog. Vanaf 1926 sloten loges onder de Grande Loge Mixte de France op Belgische bodem zich aan bij Le Droit Humain. In 1928 waren er zeven loges actief zodat een Belgische federatie kon worden opgericht.
De Nationale Raad van de Belgische Federatie nam in 1928 het initiatief tot een internationale manifestatie voor de wereldvrede te Brussel.
Tijdens de Tweede Wereldoorlog lag de vrijmetselaarsactiviteit stil als gevolg van de Duitse bezetting.
De viering van de vijftigste verjaardag van de Belgische Federatie in 1978 werd groots gevierd, en vele Belgische en buitenlandse macons van zowel van binnen de Orde als van andere Obediënties namen hieraan deel.
In 1982 organiseerde de Belgische federatie deherdenking van de honderdste verjaardag van de inwijding van Maria Deraismes.
In 1983 werd de Belgische Federatie lid van C.L.I.P.S.A.S., dit als eerste gemengde obediëntie en als eerste afdeling van de Internationale Gemengde Orde van Le Droit Humain.
In 1986 ging de Belgische federatie over tot organisatie van een Internationaal Congres onder de benaming Maria Deraismes en met als thema de toekomst van de vrijmetselarij. Het congres was toegankelijk voor alle Belgische en buitenlandse maçons, voor zover ze als zodanig erkend zijn door de Belgische Federatie.
Op 11 november 2006 splitsten de werkplaatsen Alegria Sint-Niklaas, Aqua Antwerpen en Panta Rhei Antwerpen zich af van Le Droit Humain en richtten samen met de loge Agora Brussel en Dionysos Vilvoorde de Lithos Confederatie van Loges op.

## Organisatie

### Juridisch
De obediëntie is een vereniging zonder winstoogmerk. De hoofdzetel van de obediëntie is gevestigd te Federaal Secretariaat, Postbus 10058, 1190 Brussel 19.
Ook aanverwante initiatieven en afzonderlijke loges hebben het statuut van een rechtspersoon.

### Structureel
De Belgische federatie van Le Droit Humain is een afdeling van de internationale federatieve obediëntie van vrijmetselaarsloges wiens lidmaatschap inclusief voor mannelijke én vrouwelijke vrijmetselaars is.
Tot 1989 was een aanzienlijk deel van de mannelijke leden van Le Droit Humain tevens lid van een loge onder het Belgische Grootoosten.

### Statistisch
Daar waar de loges van Le Droit Humain in 1979 2.345 leden hadden, waren er in 2010 reeds 6.817 voornamelijk vrouwelijke, leden verdeeld over 98 werkplaatsen.
De Belgische federatie is de tweede grootste afdeling van de orde. Zij telt een kleine 7.000 leden verdeeld over een kleine 100 actieve en slapende symbolische loges, 11 actieve perfectieloges, 9 actieve en 1 slapend soeverein(e) kapittel(s), 3 verheven areopagus en 1 consistorium. Van de actieve werkplaatsen, bestaan er slecht één derde uit Nederlandstalige en twee derden uit Franstalige loges. Circa 66,6 % van de aangesloten leden zijn vrouwen, circa 33,3 % zijn mannen.

## Aangesloten werkplaatsen
De Belgische federatie telt onderstaande actieve, passieve of uitgetreden symbolische loges, vervolmakingsloges, kapittels, areopagi en consistori die uitsluitend werken met de Aloude en Aangenomen Schotse Ritus. Werkplaatsen in andere riten zijn er niet.

### België
- Aalst:
  - loge nummer 1228: De Horizont (1975) - Nederlandstalig
- Aat:
  - loge nummer 1709 : La Truelle (1999) - Franstalig
- Antwerpen:
  - loge nummer ... : Humanité Nouvelle (1932-1941) - Franstalig
  - loge nummer ... : La Truelle (1934-1941) - Franstalig
  - loge nummer 1097 : Brabo (1963) - tweetalig
  - loge nummer 1147 : Broederketen (1969) - Nederlandstalig
  - loge nummer 1338 : De Meiboom (1983) - Nederlandstalig
  - loge nummer 1356 : Delta (1984) - Tweetalig
  - loge nummer 1629 : Panta Rhei (1995) - Nederlandstalig overgegaan naar L.C.L. (2006) (**)
  - loge nummer 1763 : Aqua (XXXX) - Nederlandstalig, gedeeltelijk overgegaan naar L.C.L. (2006) (**)
  - loge nummer 1872 : Surya (2007) - Nederlandstalig
- Bergen:
  - loge nummer 1092 : Persévérance - Franstalig (1962) opgericht vanuit G.O.B. en D.H. (België)
- Bierk:
  - loge nummer 1295 : Ardhanari (1980) - Franstalig
- Brugge:
  - loge nummer 921 : L'Aurore (loge) (1929) - Franstalig opgericht vanuit G.O.B. en D.H. (België)
  - soeverein kapittel nummer ... : La Réunion des Amis du Nord (1939-1940) - Nederlandstalig
  - loge nummer 1336 : Labyrint (1982) - Nederlandstalig
  - loge nummer 1866 : Pharos (2007) - Nederlandstalig
- Brussel:
  - loge nummer 45 : Egalité-Emile Lefèvre (1912) - Franstalig opgericht vanuit G.O.B. en D.H. (Frankrijk) (*)
  - loge nummer 857 : Vérité (1923) - Franstalig overgekomen van G.L.M.F. (1927) (*)
  - loge nummer 887 : Sagesse (1927) - Franstalig (*)
  - loge nummer 888 : Latomia (1927) - Franstalig (*)
  - loge nummer 889 : Sincérité (1927-1933) - Franstalig (*)
  - loge nummer 890 : Beauté (1927) - Franstalig (*)
  - loge nummer 891 : Amour (1927) - Franstalig (*)
  - soeverein kapittel nummer 76 : Le Pélican (1927) - Franstalig
  - loge nummer 907 : La Paix (1929-1933) - Franstalig
  - loge nummer 942 : Sincérité et La Paix Réunis (1933) - Franstalig
  - areopagus nummer 4 : L'Effort (1939) - Franstalig
  - perfectieloge nummer 21 : Justice et Liberté (1950) - Franstalig
  - loge nummer 1050 : Broederschap-André Fosset (1956) - Nederlandstalig
  - loge nummer 1094 : L'Équerre (1962) - Franstalig
  - loge nummer 1219 : Humanisme (1975) - Franstalig
  - loge nummer 1235 : La Montagne (1976) - Franstalig
  - consistorium nummer ... : L'Etoile du Matin (1977) - Franstalig
  - loge nummer 1245 : Tradition et Fraternité (1977) - Franstalig
  - loge nummer 1252 : Les Disciples d'Hiram (1977) - Franstalig
  - perfectieloge nummer 42 : Diogène ou la Recherche de l'Humain (1978)
  - loge nummer 1281 : Hermès (1979) - Franstalig
  - soeverein kapittel nummer 156 : Orphée ou La Quète de l'Harmonie (1983) - Franstalig
  - loge nummer 1346 : Éleusis ou la Source de la Raison Pure (1983) - Franstalig
  - loge nummer 1444 : La Chaîne d'Union (1988) - Franstalig
  - loge nummer 1469 : La Liberté (1988) - Franstalig
  - loge nummer 1498 : Les Chemins de la Liberté (1989) - Franstalig
  - loge nummer 1515 : Europa (1990) - Frans-, Engels- en Spaanstalig
  - loge nummer 1516 : Athanor (1990) - Franstalig
  - loge nummer 1532 : L'Ombre et Lumière (1991) - Franstalig
  - loge nummer 1570 : La Mosaïque (1992) - Franstalig
  - loge nummer 1575 : L'Arbre de Lumière (1992) - Franstalig
  - loge nummer 1596 : Utopie (1993) - Franstalig
  - loge nummer 1614 : Érasme (1994) - Franstalig
  - loge nummer 1630 : Chaos (1995) - Franstalig
  - loge nummer 1651 : Harmonie (1996) - Franstalig
  - loge nummer 1714 : 't Geuzenhof (1999) - Nederlandstalig
  - loge nummer 1719 : Vuur (1999) - Nederlandstalig
  - loge nummer 1785 : Poimandres ou la Recherche du Sens (XXXX) - Franstalig
  - loge nummer 1789 : Le Sablier (XXXX) - Franstalig
  - loge nummer 1808 : Thélème (XXXX) - Franstalig
  - loge nummer 1868 : Balans (2007) - Nederlandstalig
  - loge nummer XXXX : L'Insurgé (2011) - Franstalig
- Charleroi:
  - loge nummer 1096 : Bâtir - Franstalig (1953)
- Colfontaine:
  - loge nummer 1568 : Arbre de Vie (1992) - Franstalig
- Couvin:
  - loge nummer 1315 : Espoir Fraternel-Pierre de Craemer (1981) - Franstalig
- Dinant:
  - loge nummer 1432 : La Voûte Etoilée (1987) - Franstalig
- Doornik:
  - loge nummer 944 : Germaine Dévalet-Persévérance Nouvelle (1933) - Franstalig opgericht vanuit G.O.B. en D.H. (België)
- Eigenbrakel:
  - loge nummer 1725 : La Clef de Voûte (1999) - Franstalig
- Geldenaken:
  - loge nummer 1364 : Les Deux Colonnes-De Twee Kolommen in Saint-Jean-Geest (1984) - tweetalig
  - loge nummer 1436 : Le Prisme (1987) - Franstalig
- Gent:
  - loge nummer 948 : Gaston Vandermeeren (1933) - Franstalig (XXXX) opgericht vanuit G.O.B. en D.H. België
  - loge nummer 1961 : Rizoom (1961) - Nederlandstalig
  - loge nummer 1144 : Cyriel Buysse (1968) - Nederlandstalig
  - loge nummer 1215 : Baken (1975) - Nederlandstalig
  - perfectieloge nummer 43 : Fides et Amor-Jeanne d'Asseler (1979) - tweetalig
  - soeverein kapittel 158 : Spes et Amor (1985) - tweetalig
  - loge nummer 1504 : Toren van Babel (1990) - Nederlandstalig
  - loge nummer 1650 : Le Fil d'Ariane (1996) - Franstalig
  - loge nummer 1744 : Athena (XXXX) - Nederlandstalig
- Genepiën:
  - loge nummer 1517 : Le Double Cristal (1990) - Franstalig
- Hasselt:
  - loge nummer 1190 : Het Daghet (1974) - Nederlandstalig
- Herstal:
  - loge nummer 1244 : Épicure (1977) - Franstalig
  - loge nummer 1380 : Le Jardin d'Epicure (1985) - Franstalig
- Hoei:
  - loge nummer 1084 - Solidarité-Ernest de Craene (1959) - Franstalig
- Koksijde:
  - loge nummer 1688 : De Wenteltrap (1998) - Nederlandstalig
- Kortrijk:
  - loge nummer 1278 : Klimop (1979)
- La Louvière:
  - loge nummer 1352 : La Spirale (1983) - Franstalig
- Leuven:
  - loge nummer 1258: Daidalos - Nederlandstalig
- Loupoigne:
  - loge nummer 1142 : Beauté (1968) - Franstalig
  - loge nummer 1586 : L'Étincelle (1993) - Franstalig
- Luik:
  - loge nummer 908 : Tolérance (1929) - Franstalig opgericht vanuit G.O.B. en D.H. (België)
  - perfectieloge nummer 40 : Dianola-Alice Kauffmann (1977) - Franstalig
  - loge nummer 1268 : La Table d'Émeraude (1978) - Franstalig
  - loge nummer 1339 : Arc-en-Ciel (1983) - Franstalig
  - soeverein kapittel nummer 160 : Le Crystal (1985) - Franstalig
- Namen:
  - loge nummer 1199 : La Vrai Amitié (1974) - Franstalig
- Oostende:
  - loge nummer 1163 : Vrij Onderzoek (1970) - Nederlandstalig
  - loge nummer 1726 : Ankh (XXXX) - tweetalig
- Mechelen:
  - loge nummer 1421 : Wekroep (1926) - Nederlandstalig
- Maaseik:
  - loge nummer 1433 : De Bokkenrijders (1987) - Nederlandstalig
- Morlanwelz:
  - loge nummer 1251 : Le Flambeau-Raoul Warocqué (1977) - Franstalig
- Nijvel:
  - loge nummer 1499 : Condorcet (1990) - Franstalig
- Onoz:
  - loge nummer 1497 : Pierre de Lumière (1989) - Franstalig
- Seraing:
  - loge nummer 1132 : Clarté (1966) - Franstalig opgericht vanuit G.O.B. en D.H. (België)
  - loge nummer 1544 : Pierres Vives (1991) - Franstalig
- Sint-Niklaas:
  - loge nummer 1628 : 't Ateljee (1995) - Nederlandstalig
- Soumagne:
  - loge nummer 1468 : La Trientale (1988) - Franstalig
- Spa:
  - loge nummer 1189 : Fraternité (1972) - Franstalig
- Turnhout:
  - loge nummer 1373: Diogenes (1984) - Nederlandstalig
- Verviers:
  - loge nummer 1023: Évolution (1952) - Franstalig
- Vielsalm:
  - loge nummer 1531 : Ardoise et Grenat (1991) - Franstalig
- Virton:
  - loge nummer 1159: Tenacité-Francisco Ferrer (1970) - Franstalig
- Waterloo:
  - loge nummer 1285 : Le Point (1979) - Franstalig
  - loge nummer 1505 : Lumière (1990) - Franstalig

### Congo
- Leopoldstad
  - driehoek : Latomia (1953-19XX) - Franstalig

### Hongarije
- Boedapest:
  - loge nummer 1550 : Tolérance et Fraternité (1991) - Frans- en Hongaarstalig

### Tsjechië
- Praag:
  - loge nummer 1569 : Chaîne d'Union (1992) - Franstalig en Tsjechisch

### Legende
- (*) oprichtende loge Droit Humain (België) (D.H.)
- (**) oprichtende loge Lithos Confederatie van Loges (L.C.L.)

## Grootmeesters
De Grootmeesters Nationaal van de Belgische federatie zijn:
- 1928 - 1934 : Gaston Vandermeeren
- 1934 - 1940 : Ernest Decraene (tevens G.O.B.)
- 1940 - 1946 : sedes vacante
- 1946 - 19XX : Paula Doms
- 19XX - 19XX : Charles Moris
- 19XX - 19XX : Lucia de Brouckère
- 198X - 198X : Marie-Jeanne Sputael
- 198X - 199X : Jenny Vanroelen
- 199X - 1999 : Lydia Blontrock-Suys
- 1999 - 2001 : Thérèse Willekens
- 2001 - 2003 : Wim Rutten
- 2003 - 2005 : Nora Haeck
- 2005 - 2007 : Karina D.

## Gehanteerde riten
De obediëntie gebruikt uitsluitend de Aloude en Aanvaarde Schotse Ritus, en dit zowel in de drie symbolische basisgraden als de dertig hogere graden van dit gradenstelsel.

## Internationale en bilaterale contacten
De obediëntie was aangesloten bij de vrijzinnige internationale vrijmetselaarskoepel C.L.I.P.S.A.S. van 1983 tot 1996. Vanaf 1998 maakte zij deel uit van de vrijmetselaarskoepel S.I.M.P.A..
De Belgische federatie heeft hechte banden met het Grootoosten van België, de Grootloge van België en de Vrouwengrootloge van België waarmee ze de Belgische vrijmetselarij vormt. Ze heeft geen relaties met de Reguliere Grootloge van België. De loges ervan vergaderen trouwens bijna overal in de lokalen van het Grootoosten, behalve in Brussel waar ze haar eigen tempelcomplex bezit.